# Enciclopédia Infantil Verbo
Enciclopédia Infantil Verbo: minha primeira biblioteca é o título de uma enciclopédia para crianças em três volumes publicado pela Editora Verbo em 1976. Os textos são de Maria Isabel de Mendonça Soares (1922-2017) e Lúcia Gaspar de Almeida, sob documentação de Herbert Pothorn. A enciclopédia foi composta e impressa pela Gris Impressores S.A.R.L.